# Wilhelm Alef
Wilhelm Alef (* 25. Juni 1882 in Annen; † 11. November 1957 in Hagen) war ein christlicher Gewerkschafter, Politiker, Mitglied des Reichstags und des Landtags Nordrhein-Westfalen (Zentrum, CDU).

## Leben und Beruf
Alef arbeitete zunächst als Stahlformer und trat 1905 in den Christlichen Metallarbeiterverband (CMV) ein, der im Ruhrgebiet sehr stark verankert war. Alef wurde 1908 Leiter der CMV-Verwaltungsstelle Annen.
Von 1914 bis 1917 nahm der Gewerkschafter am Ersten Weltkrieg teil, bis er wegen einer schweren Verwundung entlassen wurde. 1921 bis 1933 fungierte Alef als CMV-Bezirksleiter für das Sieger- und Sauerland mit Sitz in Hagen. Die Nationalsozialisten entfernten den Zentrumsmann 1933 aus allen seinen Ämtern. Der nun arbeitslose Gewerkschafter betätigte sich von 1933 bis 1945 als Versicherungsagent und Kerzenhändler. Darüber hinaus hatte er noch seit 1940 eine Aushilfsstelle beim katholischen Kirchensteueramt in Hagen.
Mitte 1945 wurde er durch den Oberbürgermeister von Hagen und den Landrat von Schwelm mit der Neubildung des Gewerkschaftswesens in den Kreisen Hagen und Ennepe-Ruhr beauftragt. So gehörte er 1945 in Altena zu den Mitbegründern des Westfälischen Gewerkschaftsbundes, dem Vorläufer der späteren DGB in der Britischen Besatzungszone. Alef wurde Bezirksleiter der IG Metall für Südost-Westfalen und das Bergische Land.

## Politik
Als überzeugter Katholik trat Alef 1903 in die Zentrumspartei ein, für die er von 1919 bis 1933 Mitglied der Stadtverordnetenversammlung in Hagen war. Als Nachrücker gehörte er für die Zentrumspartei dem nun einflusslosen Reichstag vom 21. Juni 1933 bis zum November 1933 als Vertreter des Wahlkreises 18 (Westfalen-Süd) an. Überdies war Alef von 1930 bis 1933 Mitglied des Westfälischen Provinziallandtags.
Nach dem Krieg zählte der Gewerkschafter zu den Mitbegründern der CDU in Hagen. 1946 kam er in den CDU-Landesvorstand Westfalen. Alef saß für die Partei vom 2. Oktober 1946 bis 17. Juni 1950 im Landtag von Nordrhein-Westfalen. Überdies engagierte er sich 1946 im Westfälischen Provinziallandtag und war von 1946 bis 1956 im Hagener Stadtrat.

## Ehrungen
- 1954: Verdienstkreuz (Steckkreuz) der Bundesrepublik Deutschland